# Bruno Valdez
Bruno Amílcar Valdez (Villa Hayes, 6 oktober 1992) is een Paraguayaans voetballer die doorgaans als centrale verdediger speelt. Hij verruilde Cerro Porteño in juli 2016 voor Club América. Valdez debuteerde in 2015 in het Paraguayaans voetbalelftal.

## Clubcarrière
Valdez is afkomstig uit de jeugdopleiding van Club Sol de América. Op 13 augustus 2011 debuteerde hij in de Liga Paraguaya tegen Club Nacional. Op 18 april 2012 maakte de centrumverdediger zijn eerste competitietreffer tegen Club Cerro Porteño PF. In totaal maakte hij vijf doelpunten in 97 competitiewedstrijden voor Club Sol de América. In juli 2014 werd Valdez verkocht aan Cerro Porteño. Op 2 augustus 2014 debuteerde hij voor zijn nieuwe club tegen Club Libertad. Op 20 september 2014 maakte hij zijn eerste competitietreffer voor Cerro Porteño, tegen Sportivo Luqueño.

## Interlandcarrière
In mei 2015 riep bondscoach Ramón Díaz Valdez op voor deelname aan de Copa América 2015 in Chili. Op 7 juni 2015 debuteerde hij voor Paraguay in de vriendschappelijke interland tegen Honduras. Op 16 juni 2015 speelde Valdez zijn eerste officiële interland, in de groepsfase van de Copa América tegen Jamaica.